# 솔 (노르드 신화)

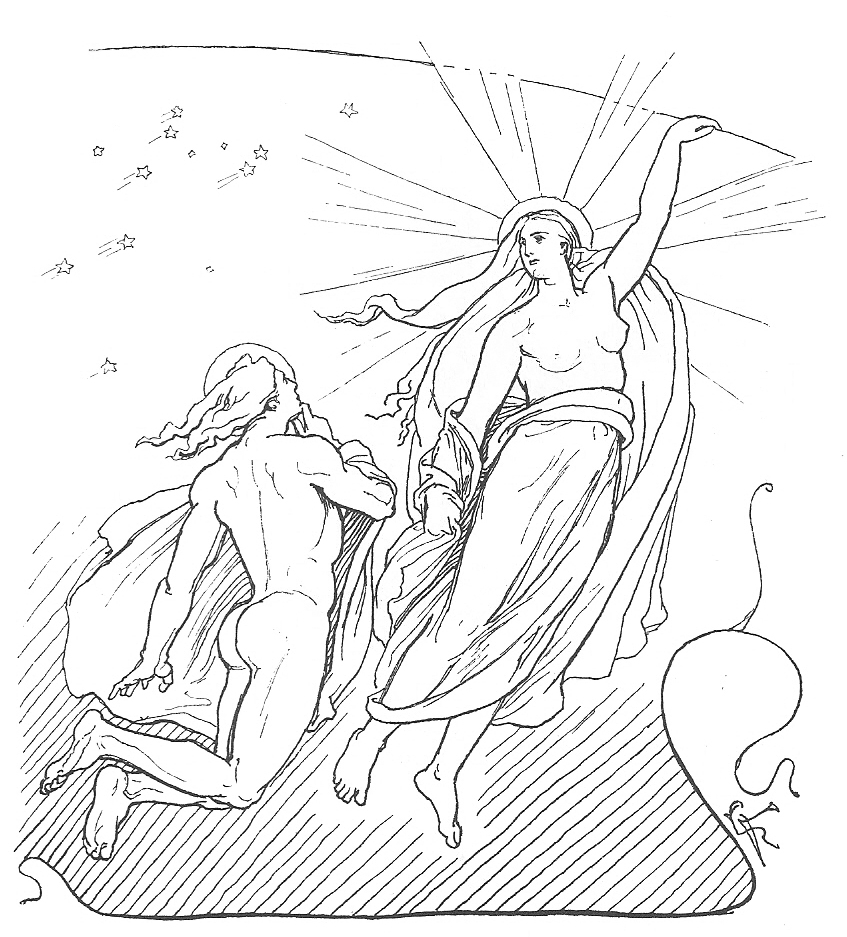
마니와 솔. 1895년 그림.

솔(고대 노르드어: Sól) 또는 순나(고대 고지 독일어: Sunna)은 게르만 신화의 태양의 여신, 또는 의인화된 태양이다.
《고 에다》에 따르면 솔은 달의 신 마니의 누이이며, 문딜파리의 딸이라고 한다. 그녀는 라그나로크 때 괴물 늑대 스콜에게 잡아먹혀 죽게 되지만, 죽기 전에 딸을 하나 낳으며, 그 딸이 솔의 뒤를 이어 신세계의 태양의 역할을 하게 된다고 한다. 또한 《신 에다》에서는 솔이 "구름 사이의 틈"의 신인 글렌르의 아내라고 한다.

## 같이 보기
- 다그
- 일요일